# Höhndorf
Höhndorf ist eine Gemeinde im Kreis Plön in Schleswig-Holstein.
Neben dem Ort Höhndorf liegt die Ortschaft Gödersdorf in der Gemeinde.

## Geografie und Verkehr
Höhndorf liegt etwa 3 km südlich von Schönberg (Holstein) und etwa 40 km von Kiel.

## Geschichte
Die Gemeinde gehörte dem Amt Probstei-Ost an. Seit dessen Auflösung zum 1. Juni 1970 ist sie Teil des Amts Probstei.

## Wirtschaft
Nach dem Zweiten Weltkrieg sank die Zahl der Bauern von rund 20 auf heute gerade einmal noch vier. Ähnlich verringerte sich die Zahl der Handwerks- und Handelsbetriebe, dieser Entwicklung versucht die Gemeinde mit der Ansiedlung von Gewerbebetrieben entgegenzuwirken. Heute gibt es unter anderem eine freie Tankstelle und noch weitere kleine Betriebe.

## Kultur
Das kulturelle Leben wird maßgeblich von der örtlichen freiwilligen Feuerwehr und dem gemeindlichen Kulturausschuss geprägt. Herbstfest, Schlachtfest und Heringsessen sind regelmäßige Veranstaltungen.

## Politik

### Gemeindevertretung
Die Wahl 2023 ergab folgendes Ergebnis:
- WHG: 3
- CDU: 6

### Wappen
Blasonierung: „In Silber über drei blauen Wellenbalken die rote Front eines Bauernhauses, begleitet rechts oben von einem schwarzen Wagenrad und links oben von einem schwarzen Hammer mit zwei am Stiel ausschlagenden Eicheln.“